# Liga Sérvia de Basquetebol (segunda divisão)
A Segunda divisão da Liga Sérvia de Basquete (sérvio: Друга мушка лига Србије), abreviado para 2.MLS, é a segunda competição nacional de basquete de Sérvia, é a divisão de acesso à Liga Sérvia de Basquete.

## Formato
Atualmente 14 equipes disputam a competição que é organizada pela Federação Sérvia de Basquetebol, onde as equipes enfrentam-se em jogos de ida e volta, totalizando 26 jogos onde os dois melhores classificados ingressam na KLS da temporada seguinte e os 11º, 12º, 13º e 14º lugares são rebaixados para a Liga Regional da Sérvia.

## Finais
| Temporada | Campeão                                     | Finalista                                   | Treinador campeão                           | Ref.                                        |
| --------- | ------------------------------------------- | ------------------------------------------- | ------------------------------------------- | ------------------------------------------- |
| 2006–07   | Radnički Invest Novi Sad                    | Vizura                                      | Mladen Mikić                                | [ 2 ]                                       |
| 2007–08   | Tamiš Petrohemija                           | Metalac                                     | Dragan Nikolić                              | [ 3 ]                                       |
| 2008–09   | Proleter                                    | OKK Beograd                                 |                                             | [ 4 ]                                       |
| 2009–10   | Superfund                                   | Crnokosa                                    | Srđan Flajs                                 | [ 5 ]                                       |
| 2010–11   | Radnički Belgrado                           | Radnički Basket Belgrade                    | Dragan Nikolić                              | [ 6 ]                                       |
| 2011–12   | Jagodina                                    | Konstantin                                  | Aleksandar Icić                             | [ 7 ]                                       |
| 2012–13   | Meridiana                                   | Crnokosa                                    | Filip Socek                                 | [ 8 ]                                       |
| 2013–14   | Jagodina                                    | Spartak                                     | Aleksandar Icić                             | [ 9 ]                                       |
| 2014–15   | Mladost Zemun                               | Beovuk 72                                   | Dragan Nikolić                              | [ 10 ]                                      |
| 2015–16   | Dynamic BG                                  | Dunav                                       | Miroslav Nikolić                            | [ 11 ]                                      |
| 2016–17   | Zlatibor                                    | Vojvodina                                   | Dušan Radović                               | [ 12 ]                                      |
| 2017–18   | Sloboda                                     | Novi Pazar                                  | Vladimir Lučić                              | [ 13 ]                                      |
| 2018-19   | Kolubara LA 2003                            | Napredak JKP                                | Nebojša Raičević                            | [ 14 ]                                      |
| 2019-20   | Cancelado por razão da Pandemia de COVID-19 | Cancelado por razão da Pandemia de COVID-19 | Cancelado por razão da Pandemia de COVID-19 | Cancelado por razão da Pandemia de COVID-19 |
| 2020-21   | Zdravlje                                    | KK Slodes                                   | Lazar Spasić                                | [ 15 ]                                      |
| 2021-22   | Spartak Subotica                            | Čačak 94                                    |                                             | [ 16 ]                                      |
| 2022-23   | SPD Radnički                                | KK Joker                                    | Stevan Mijović                              | [ 17 ]                                      |
| 2023-24   | BKK Radnički                                | KK Mladost SP                               |                                             | [ 18 ]                                      |
| 2024-25   | KK Hercegovac Gajdobra                      | KK Borac Zemun                              | Aleksandar Komnenic                         | [ 19 ]                                      |

## Participantes atuais
| Clube             | Cidade              | Arena                 | Capacidade |
| ----------------- | ------------------- | --------------------- | ---------- |
| Smederevo 1953    | Smederevo           | Smederevo Hall        | 2.800      |
| Konstantin        | Niš                 | Čair Sports Center    | 4.000      |
| Plana             | Velika Plana        | TSC Velika Plana      | 1.000      |
| Proleter Naftagas | Zrenjanin           | Medison Hall          | 3.000      |
| Pirot             | Pirot               | Kej Hall Pirot        | 835        |
| Napredak JKP      | Aleksinac           | Sports Hall Aleksinac | 1.000      |
| Sloboda           | Užice               | Veliki Park Hall      | 2.200      |
| Mladost SP        | Smederevska Palanka | ES Vuk Karadžić Hall  | 500        |
| Kolubara LA 2003  | Lazarevac           | Sports Hall Lazarevac | 1.700      |
| Novi Pazar        | Novi Pazar          | Sports Hall Pendik    |            |
| Akademik          | Srbobran            | Sports Hall Srbobran  | 750        |
| Žarkovo           | Belgrade            | Sports Hall Žarkovo   | 800        |
| Klik              | Arilje              | Sports Hall Arilje    | 525        |
| Zdravlje          | Leskovac            | SRC Dubočica          | 3.600      |